# Prix Frank-Nelson-Cole
Le prix Frank-Nelson-Cole, ou plus simplement prix Cole, fait partie des récompenses décernées par l'American Mathematical Society (AMS). Le prix Cole est en réalité double : un des prix couronne une contribution remarquable en algèbre, tandis qu'un second prix distingue une contribution remarquable en théorie des nombres. Le prix est ainsi nommé en l'honneur du mathématicien américain Frank Nelson Cole (1861-1926), par ailleurs membre de l'AMS pendant plus de vingt-cinq ans.

## Histoire
Bien que l'éligibilité au prix ne soit pas strictement fondée sur la nationalité, il est toutefois nécessaire que les futurs lauréats soient membres de l'AMS et publient leurs travaux de recherche mathématiques dans les plus importantes revues scientifiques américaines.
Le premier prix Cole en algèbre a été remis en 1928 à Leonard Eugene Dickson pour son livre Algebren und ihre Zahlentheorie (Orell Füssli (de), Zurich et Leipzig, 1927), tandis que le premier prix relatif à des recherches sur la théorie des nombres a été remis en 1931 à Harry Vandiver pour un article traitant du dernier théorème de Fermat.

## Lauréats de la catégorie «algèbre»
- 1928 : Leonard Eugene Dickson
- 1939 : Abraham Adrian Albert
- 1944 : Oscar Zariski
- 1949 : Richard Brauer
- 1954 : Harish-Chandra
- 1960 : Serge Lang, Maxwell Rosenlicht
- 1965 : Walter Feit, John Griggs Thompson
- 1970 : John R. Stallings, Richard Swan
- 1975 : Hyman Bass, Daniel Quillen
- 1980 : Michael Aschbacher, Melvin Hochster
- 1985 : George Lusztig
- 1990 : Shigefumi Mori
- 1995 : Michel Raynaud, David Harbater
- 2000 : Andreï Sousline, Aise Johan de Jong
- 2003 : Hiraku Nakajima
- 2006 : János Kollár
- 2009 : Christopher Hacon, James McKernan
- 2012 : Alexander Merkurjev
- 2015 : Peter Scholze
- 2018 : Robert Guralnick[1]
- 2021 : Chenyang Xu
- 2024 : Jessica Fintzen

## Lauréats de la catégorie «théorie des nombres»
- 1931 : Harry Vandiver
- 1941 : Claude Chevalley
- 1946 : Henry Mann
- 1951 : Paul Erdős
- 1956 : John Tate
- 1962 : Kenkichi Iwasawa, Bernard Dwork
- 1967 : James Ax, Simon Kochen
- 1972 : Wolfgang Schmidt
- 1977 : Gorō Shimura
- 1982 : Robert Langlands, Barry Mazur
- 1987 : Dorian  Goldfeld, Benedict Gross, Don Zagier
- 1992 : Karl Rubin, Paul Vojta
- 1997 : Andrew Wiles
- 2002 : Henryk Iwaniec, Richard Taylor
- 2005 : Peter Sarnak
- 2008 : Manjul Bhargava
- 2011 : Chandrashekhar Khare, Jean-Pierre Wintenberger
- 2014 : Yitang Zhang, Daniel Goldston, János Pintz, Cem Yıldırım
- 2017 : Henri Darmon
- 2020 : James Maynard
- 2023 : Kaisa Matomäki et Maksym Radziwill ; James Newton et Jack Thorne.